# Sakinac
Sakinac je izvor na planini Avali koji pripada naseljima Beli Potok i Pinosava u Beogradu. Voda u Sakincu je hladna sa temperaturama do 5 °C i sadrži male količine gvožđa. Ona je za piće i odlazi u potok koji dalje protiče kroz Pinosavu i uliva se u Topčidersku reku
Vodu uzimaju okolni meštani iz Pinosave, Belog Potoka, Zuca, dosta ljudi dođe i iz grada da proba jednu od najčistijih voda u gradu.